# Die Welle (Künstlergruppe)
Die Künstlergruppe Die Welle war ein 1921 erfolgter Zusammenschluss der sechs eigenständigen Künstler Bernhard Klinckerfuß, Paul Roloff, Emil Thoma, Karl Hermann Müller-Samerberg, Friedrich Lommel und Paula Roesler, die nach einem Weg suchten „… ihre Bilder in ihrer persönlichen Eigenart und ihrem Wert am Besten zur Geltung …“ zu bringen.

## Die Entstehungsgeschichte
Nach 1900 ließen sich viele Künstler im Chiemgau nieder, unter ihnen Karl Hermann Müller-Samerberg, Emil Thoma, Bernhard Klinckerfuß und Paul Roloff. Sie lebten dort jeder für sich, eng verbunden mit der Landschaft und den Leuten. Anfangs beschickten die Künstler Ausstellungen in der Stadt mit ihren Werken; da diese von den Kritikern allerdings als langweilig erachtet wurden, traten einige von ihnen in den 1920er Jahren den Gruppen Chiemgauer Künstlerbund und Frauenwörther bei. Doch die Maler sehnten sich nach mehr Freiheit, so gründeten Klinckerfuß, Roloff, Thoma sowie Müller-Samerberg, Paula Roesler und der Bildhauer Friedrich Lommel 1921 eine „freie Vereinigung Chiemgauer Künstler“, die auf Vorschlag von Anette Thoma den Namen „Welle“ erhielt. Dieser bezog sich auf die Lage des künftigen Ausstellungsgebäudes. Das Symbol dazu entwickelte Emil Thoma, Anettes Mann.

## Mitglieder
Gründungsmitglieder waren
- Bernhard Klinckerfuß
- Paul Roloff

die sozusagen der Motor der Gruppe waren,
als auch
- Emil Thoma
- Karl Hermann Müller-Samerberg
- Friedrich Lommel
- Paula Roesler.

Wenig später kamen hinzu
- Wolfgang Zeller
- Rudolf Sieck
- Rudolf Hause.

### Gastaussteller
Nicht nur die Gründungsmitglieder stellten regelmäßig ihre Kunstwerke aus, es wurde auch Gästen ermöglicht, Werke auszustellen.
Unter ihnen waren die Malerin Lisbeth Lommel (von 1923 bis 1934), die Maler Benno Eggert und Heinrich Hieke (1926), die Maler Theodor Binter, Lucidus Diefenbach, Erich Vetter und der Stuttgarter Tiermaler Hans Molfenter (1927), Josef Neumann und der Kupferstecher Hans Otto Schönleber mit Grafiken, der Maler Theodor Hummel, der als besondere Bereicherung der Gruppe galt, und E. E. Heinsdorff (1927–1933), Oskar Martin-Amorbach (1929–1933), der im In- und Ausland geschätzte Max Slevogt (1929), der der Welle große Erfolge brachte, die Maler Fritz Kuithan und Ernst Kozics (1932) sowie Robert Engels (1933).
Es gab immer wieder Sonderausstellungen. 1925 organisierte die Welle eine Gedächtnisausstellung mit Bildern von Franz Hermann Lechner, 1928 gab es eine Sonderschau mit einer großen Anzahl von Bildern von Karl Hagemeister zu dessen 80. Geburtstag, und 1931 fand eine Sammelausstellung des bekannten Karikaturisten Erich Wilke mit Arbeiten zur zeitgeschichtlichen Politik und Kultur statt.

## Geschichte

### Errichtung des Ausstellungsgebäudes
Damit Ausstellungen überhaupt erst stattfinden konnten, musste ein geeignetes Gebäude gefunden werden.
Der anfängliche Versuch, den Bibliotheksaal des ehemaligen Augustiner-Chorherrenstifts als Kunstraum zu bekommen, scheiterte und so beschlossen die Künstler 1921, auf den Schären in Prien-Stock ein eigenes Ausstellungsgebäude zu errichten. Die Kosten wurden umgelegt (Paul Roloff: „… Jeder zahlt 10.000 Mark.“) und „Die Welle“ erhielt einen 10-jährigen Pachtvertrag, der bis zum 1. April 1932 laufen sollte.
Den Bauentwurf lieferte Bernhard Klinckerfuß. Es entstand ein schlichter Pavillon, der in einen Vorraum, einen großen, durch Dachfenster belichteten Hauptraum und zwei Seitenkabinette aufgeteilt war. Die Verbindungswände zwischen Vorraum und Hauptraum konnten zurückgeklappt werden, so dass ein großer Saal entstand. Zusätzlich gab es einen kleinen Büroraum, in dem man auch übernachten konnte.

### Ausstellungen 1922–1934
Am 24. Juli 1922 fand die erste Ausstellung der „Welle“ im Pavillon statt, bei der jeder der neun ausstellenden Künstler seine eigene Wand hatte, für deren Gestaltung er zuständig war. Die Veranstaltung fand positiven Anklang bei der Allgemeinheit.
Durch die Inflation 1923 gerieten die Künstler allerdings in Geldnot. Nach der zweiten Ausstellung mussten 20 % des durch den Verkauf der Werke eingenommenen Geldes als Provision an die Gruppe abgegeben werden.
Noch im selben Jahr fand ein erstes Konzert mit dem Pianisten Prof. August Schmid-Lindner im Ausstellungsgebäude statt.
Damit nicht nur die Menschen im Kreis Chiemsee an ihrer Kunst teilhaben konnten und um neue Gastaussteller zu werben, organisierte die Gruppe 1926 und 1927 eine erste Wanderausstellung; die angestrebten Stationen hierfür waren Heilbronn (Dezember 1926), Stuttgart (Januar 1927), der Kunstverein Ulm (März 1927) und der Kunstverein Würzburg (Mai 1927).
Im letzten Jahr der Rundreise war noch eine Heimatvorstellung als Abschluss der Tour vorgesehen, diese konnte allerdings nicht stattfinden, da Fenster und Glasverdachung des Pavillons durch ein Hagelunwetter zerstört wurden. Nur wenige Wochen später konnte jedoch die Wiedereröffnung gefeiert werden.
Zu Ehren des 80. Geburtstags des Landschaftsmalers Karl Hagemeister fand 1928 eine Veranstaltung statt. Karl Hagemeister stammte aus der Mark Brandenburg, sein Leben und seine Werke waren geprägt von dem intensiven Verhältnis zur Natur, ebenso wie das der „Welle“-Mitglieder.
1929 wurde der bekannte Impressionist Max Slevogt eingeladen, seine Druckgraphiken der Öffentlichkeit zu präsentieren. Dieser Besuch brachte der „Welle“ viel Anerkennung.
Die Welle-Mitglieder waren aber nicht nur offen gegenüber Gastausstellern, sondern auch gegenüber Neuem.
Als sie im Jahre 1923 das erste Konzert gaben, fand das großen Anklang bei der Bevölkerung, also versuchten sie dieses Erlebnis mit ihrer Kunst zu kombinieren und stellten 1929 die erste „Musica Anima“  auf die Beine, ein öffentliches Konzert der etwas anderen Art. Hinzu kam die neue Art der Musikübertragung über Lautsprecher. Die Konzertbesucher waren begeistert, was dazu führte, dass diese Veranstaltungen zur Regel wurden. Davon profitierte auch der Ort Prien, der nun Konzerte anzubieten hatte.
Die Welle hatte nun so vielen Menschen die Kunst nähergebracht, dass sie am 28. Juni 1931 mit einigen Ehrengästen wie dem Senior Priens, Exzellenz von Bomhard, den Oberregierungsräten Esterer und Roth, dem Vorstand des Verkehrsvereins, dem 1. Bürgermeister von Rosenheim und im großen Kreis von Kunstinteressenten ihr 10-jähriges Bestehen feierte.
Doch trotz des hohen Besuches und der zahlreichen Gäste kann man sagen, dass die „Welle“ immer „nur“ großen ideellen künstlerischen Erfolg hatte, aber nie wirklich materiellen Erfolg, da die Gruppe von Beginn an auf sich gestellt war.
Zwei Jahre später riefen die Mitglieder eine Sonderausstellung mit graphischen Arbeiten des Künstlers Robert Engels ins Leben. Noch im selben Jahr fand auch die 12. Kunstausstellung der Welle statt, hierzu erschien eine Hymne zur „Welle“ in der Chiemgauer-Zeitung.

### Ende
Mit dem Jahr 1933 lief allerdings der Pachtvertrag für das Grundstück aus, der von Seiten der Stadt verlängert wurde. Somit ging das Gebäude mit allen Rechten an die Gemeinde Prien.
Am 10. Juni 1934 fand die letzte Ausstellung der Welle im Rathaussaal der Stadt Rosenheim statt. Laut Münchner-Augsburger-Zeitung ein großer Gewinn für Rosenheim, jedoch ein Verlust für Prien.
Wenig später löste sich die Gruppe auf; teils wegen der Proteste von Rosenheimer Künstlern, größtenteils aber wegen der nationalsozialistischen Gleichschaltung der Künstlerschaft, für die eine freie, unabhängige Gruppe nicht systemkonform sein konnte.

## Das Besondere an der Gruppe
Der Grund, warum diese Gruppe trotz des Strebens nach Freiheit auf jene Art und Weise bestehen konnte, war die aufrichtige Freundschaft untereinander. Kein Konkurrenzdenken, weder unter den Mitgliedern, noch gegenüber Künstlern die der Gruppe beitreten wollten. Im Gegenteil, „… Kunstgenossen von ähnlichem Streben [wurden] immer wieder herzlich [aufgenommen] …“. Jedem war es möglich, frei zu arbeiten, wie er wollte. Damit dieses freie Arbeiten wirklich frei war, lebte jeder für sich in verschiedenen Landschaften, wodurch man sich nicht in die Quere kam (keine gleiche Farbpalette, keine selben Motive). Frei bedeutete auch kein Programm, keine Richtung, keiner Mode zu folgen.
Zeitgenössische Kunstauffassungen gingen an ihnen vorbei. Man könnte sagen, das, was die Gruppe verband, war keine Richtung, sondern eher „… Ehrfurcht vor der Natur und Redlichkeit des Strebens“, wodurch ein Einklang der Werke entstand, kein Ton störte. Zwölf Künstler in vier Räumen und jedes Bild trug seinen Teil zur Harmonie bei, die Bilder vertrugen sich so gut wie die Künstler.
Das Besondere an der Gruppe war auch der Ort, an dem sie sich niederließen, so „… [wirkte] der bloße Gang von Prien bis Stock […] als Vorbereitung …“ auf die Ausstellung.
Aber das, was man ihnen am höchsten anrechnen kann, ist, dass sie sich nie entmutigen ließen. Auch wenn sie keinen materiellen Erfolg hatten, erlangten sie doch immerhin großen ideellen Erfolg.

## Ziele
Die Künstlervereinigung wollte „… aus dem herkömmlichen Massenausstellungswesen im Glaspalast oder anderen Ausstellungen in Großstädten herauskommen; lieber [wollten sie] eine kleine aber innerlich harmonische Ausstellung [auf die Beine stellen], in der nicht ein Bild das andere stört, sondern jedes das andere und das Ganze …“ ergänzte und komplett machte. Das Ziel einer Ausstellung war erreicht, wenn der Besucher einen Teil der Freude genoss, die die Künstler beim Schaffen verspürten.